# Wodnica (okrętownictwo)

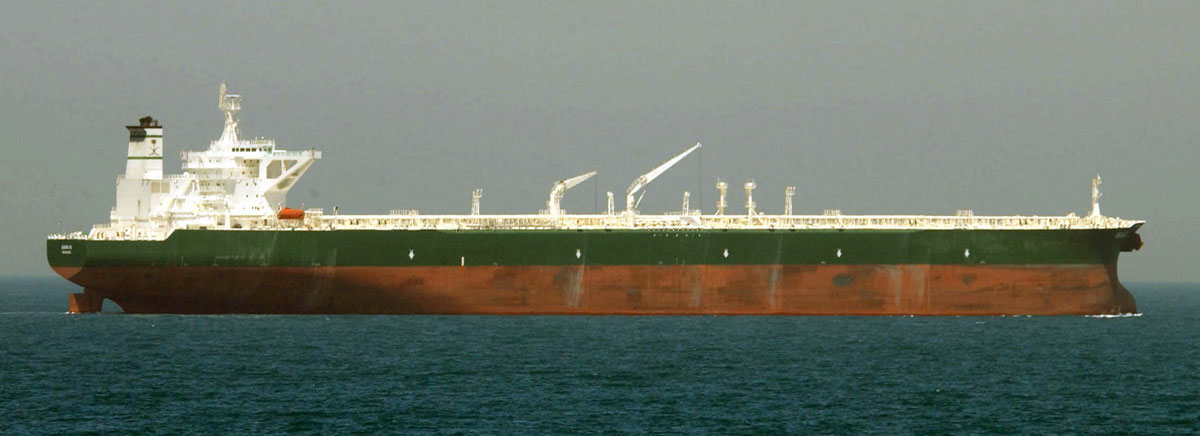
Wodnica konstrukcyjna widoczna na kadłubie tankowca jako linia rozgraniczenia malowania części nadwodnej i podwodnej

Schematycznie przedstawiona konstrukcyjna linia wodna (u góry) powstająca przez przecięcie kadłuba powierzchnią konstrukcyjnej linii wodnej oraz rzut poziomy kadłuba (u dołu) z zaznaczonymi wodnicami oraz konstrukcyjną linią wodną (czerwony kolor).

Wodnica (linia wodna) – teoretyczna krzywa wyznaczona poprzez przecięcie zewnętrznej powierzchni kadłuba jednostki pływającej płaszczyzną wodnicy konstrukcyjnej. Jest elementem rysunku teoretycznego statku wykreślanego przez konstruktora (szkutnika) na etapie projektowania kadłuba. W rzucie bocznym jest linią prostą. W uproszczeniu, jest to krzywa wyznaczona na kadłubie przez poziom spokojnej wody, przy określonym stopniu załadowania jednostki pływającej. Wodnica jest symetryczna względem płaszczyzny symetrii kadłuba.
Rozróżnia się wodnice:
- ładunkową – linia wodna zgodna z powierzchnią wody przy załadowanym statku handlowym.
- bezładunkowa – linia wodna zgodna z powierzchnią wody statku bez ładunku.
- konstrukcyjna – linia odpowiadająca przewidywanemu typowemu zanurzeniu jednostki, dzieląca jednostkę umownie na część podwodną i nawodną. Wyliczona jest dla okrętu w pełni uzbrojonego ze wszystkimi zapasami paliwa, prowiantu itp.